# Galway Corinthians Rugby Football Club
 Galway Corinthians RFC  est un club de rugby irlandais basé dans la ville de Galway, en Irlande qui évolue dans le championnat irlandais de Troisième Division.
Le club est affilié à la fédération du Connacht et ses joueurs peuvent être sélectionnés pour l’équipe représentative de la région, Connacht Rugby.

## Histoire
Galway Corinthians est l'un des principaux clubs de la région du Connacht, par tradition la plus faible des quatre fédérations irlandaises (les trois autres étant le Leinster, le Munster et l'Ulster).

## Palmarès
- Connacht Senior Cup : 1933, 1934, 1941, 1947, 1949, 1954, 1982, 1984, 1985, 1988, 1993, 1994, 1998
  - Finaliste : 1962, 1964, 1980, 1981, 1990,
- Connacht Senior League : 1934, 1936, 1939, 1940, 1941, 1943, 1944, 1950, 1951, 1952, 1954, 1965, 1974, 1976, 1978, 1979, 1980, 1981, 1982, 1983, 1986, 1988, 
  - Finaliste : 1989, 1990, 1993